# Садовой Олександр Петрович
Садовой Олександр Петрович (1906—1963) — підполковник армії СРСР, учасник Другої світової війни, Герой СРСР (1945).

## Життєпис
Народився 3 травня 1906 року в селі Агаймани (Іванівського району Херсонської області) в сім'ї селянина. Українець. Після середньої школи працював у колгоспі. 1928 року був призваний на службу до Червоної армії. 1931 року закінчив Орловську піхотну школу, 1932 — курси удосконалення командного складу. Брав участь у боях на озері Хасан. З червня 1942 року — на фронтах Другої світової війни. У боях був контужений.
У квітні 1945 року майор Садовой командував третім танковим полком 37-ї механізованої бригади 1-го механізованого корпусу 2-ї гвардійської танкової армії 1-го Білоруського фронту. Відзначився під час штурму Берліна. 19 квітня 1945 року полк Садового переправився через канал Фридландшторм і захопив плацдарм на його березі, знищивши 7 самохідних артилерійських установок та близько 300 солдатів і офіцерів противника, 76 здалися в полон. У боях на околицях Берліна Садовой отримав важке поранення, продовживши бій.
1946 року званні підполковника, Садового звільнили у запас. Жив та працював у Херсоні. Помер 3 січня 1963 року.

## Нагороди
- Указом Президії Верховної ради СРСР 31 травня 1945 року отримав звання Героя СРСР з врученням ордена Леніна і медалі «Золота Зірка» за номером 6832
- Два ордени Червоного прапора
- два ордени Червоної Зірки, ряд медалей
- Погруддя у рідному селі Агаймани.[1]